# Tetřevi
Tetřevi (Tetraoninae) jsou skupina ptáků z čeledi bažantovitých (Phasianidae) v rámci řádu hrabavých (Galliformes), do které patří tetřívci, tetřevi, jeřábci a bělokuři. Tetřevi obývají mírné a subpolární oblasti severní polokoule. Vyhledávají různé typy biotopů jako jsou vřesoviště, borovicové i listnaté lesy či horské oblasti. V Česku žijí tetřívek obecný (Tetrao tetrix), tetřev hlušec (Tetrao urogallus) a jeřábek lesní (Tetrastes bonasia). Jedná se o statné ptáky s tělem slepičího tvaru, kteří tráví většinu času při zemi. Jsou to špatní letci.
Taxonomické zařazení tetřevů představuje problém. Jsou úzce příbuzní s bažanty, avšak jejich fylogenetické vztahy na vyšší i nižší úrovni zůstávají předmětem vědeckých debat. Se skupinou tetřevovitých ptáků se často pracuje jako s podčeledí Tetraoninae, někdy jako s tribem Tetraonini. V minulosti bylo s tetřevy nakládáno dokonce jako se samostatnou čeledí Tetraonidae – tetřevovití.

## Výskyt
Jsou rozšíření jen na severní polokouli. Místa výskytu tetřevů se nacházejí v Severní Americe, Evropě i Asii, od severních oblastí subtropického pásu až po jih polární oblasti, mnohde i za severní polární kruh (bělokuři). Žijí nejčastěji ve smíšených lesích, tundrách, vřesovištích nebo v jejích blízkostech. Rody jsou většinou vázány na určitý biotop a podnebí, např. bělokur na severská sněhem zhusta pokrytá území Ameriky, Evropy i Sibiře, tetřívci rodu Tympanuchus žijí jen v Severní Americe.
V Česku žijí zástupci tří druhů: tetřev hlušec, tetřívek obecný a jeřábek lesní.

## Popis
Jsou to středně velcí až velcí ptáci s tělem slepicovitého tvaru. Křídla jsou krátká, široká a zaoblená. Hlava je malá. Zobák je rovněž krátký, silný a bývá zahnut směrem dolů.
Ptáci jsou velcí 30 až 90 cm a těžcí 0,5 až 6,5 kg. Největšími zástupci tetřevů jsou kohouti tetřeva hlušce, kteří měří 83–90 cm a mohou vážit až 6,5 kg. Slepice tetřeva hlušce jsou však s výškou 59–64 cm zhruba o třetinu menší; váha slepic se pohybuje „pouze“ kolem 1,5–2,5 kg. Pohlavní dimorfismus se projevuje také více vybarveným peřím samce nebo laloky okolo zobáku, některé druhy mění zbarvení podle ročního období. Kohouti mají nápadná pouška (laloky nad okem), která jsou převážně žlutá, oranžová nebo červená. Slepice jsou nenápadně béžově hnědé s tmavou kresbou, aby splynuly s okolím před predátory. Kuřata mají také nenápadné zbarvení. Obzvlášť mistři z tetřevovitých v nenápadnosti jsou bělokuři žijící v Alpách, Severní Americe, Britských ostrovech a v Asii.

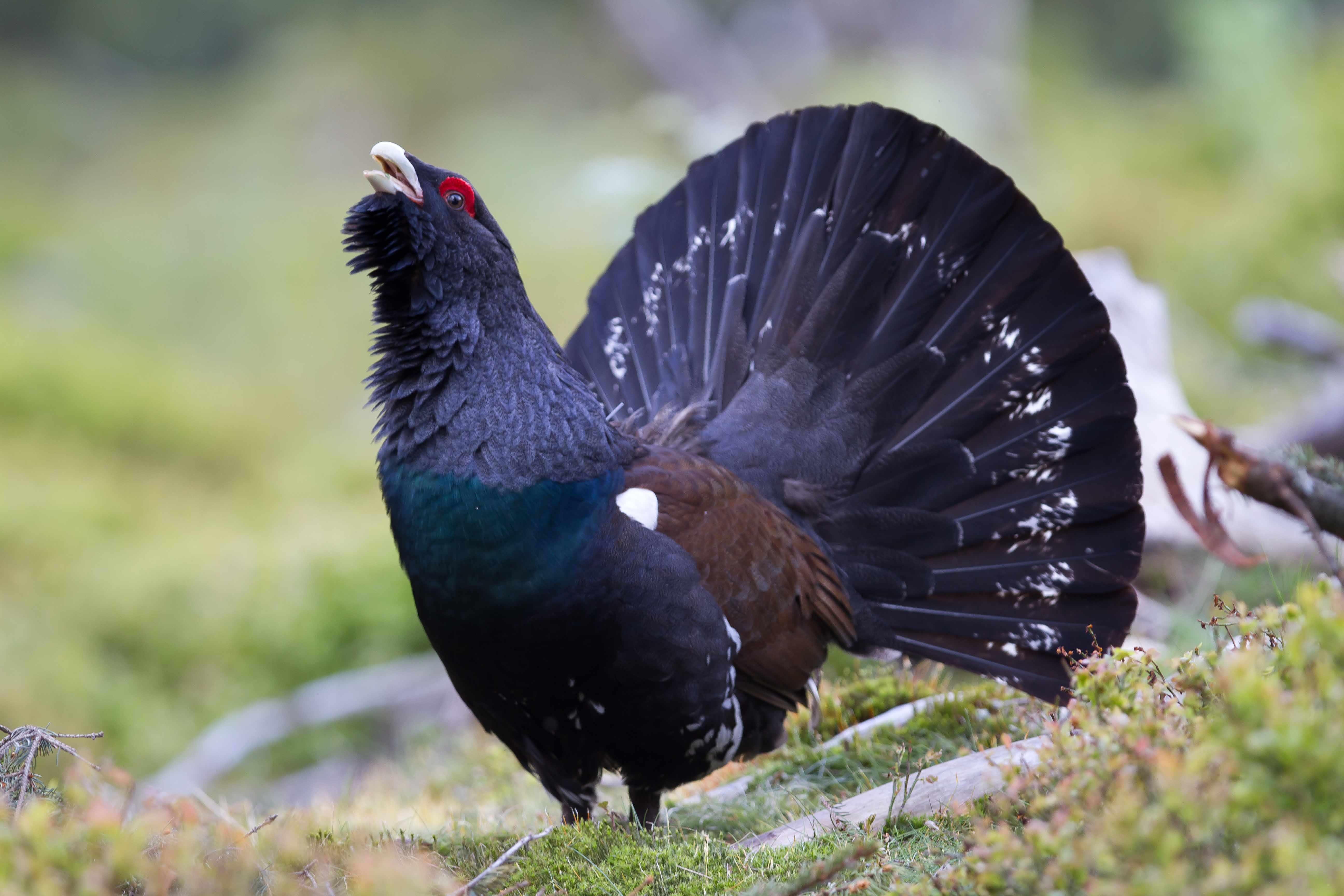
Tetřev hlušec, jeden z mála zástupců tetřevovitých ptáků v Česku

Nohy mají krátké a silné, přizpůsobené k hrabání, nemají ostruhy. Nozdry jsou u tetřevů kryté peřím. Některé rody mají nohy porostlé peřím, jiným pro snazší pohyb po sněhu narůstá na zimu na prstech zvláštní výrůstky (jeřábek kanadský).
Jsou to stromoví ptáci, ve stromoví však jen přespávají nebo se ukrývají. Převážnou část života tráví na zemi, kde si také hledají potravu i hnízdí. Většinou se zdržují v blízkosti místa narození, nejsou tažní. Jsou velice plaší.
Severoameričtí tetřívci (Tympanuchus, Dendragapus a Centrocercus) mají vzdušné vaky, díky nim vydávají hlasové projevy, evropský tetřev hlušec se ozývá klapavými zvuky ze zobáků, další druhy jako jsou jeřábci a bělokuři se ozývají v době toků zvuky ze svých hlasových orgánů. Největší z tetřevů je tetřev hlušec a nejmenším je bělokur běloocasý.

## Potrava
Živí se jak rostlinnou, tak i živočišnou stravou. Do rostlinné patří různé plody, bobule, semena travin, různých bylin, pupeny jehličnatých i listnatých stromů. Živočišnou potravu tvoří různý hmyz a bezobratlí, které si většinou vyhrabávají. Pochutnávají si na larvách mravenců a příležitostně uloví i drobné členovce a obratlovce.

## Rozmnožování

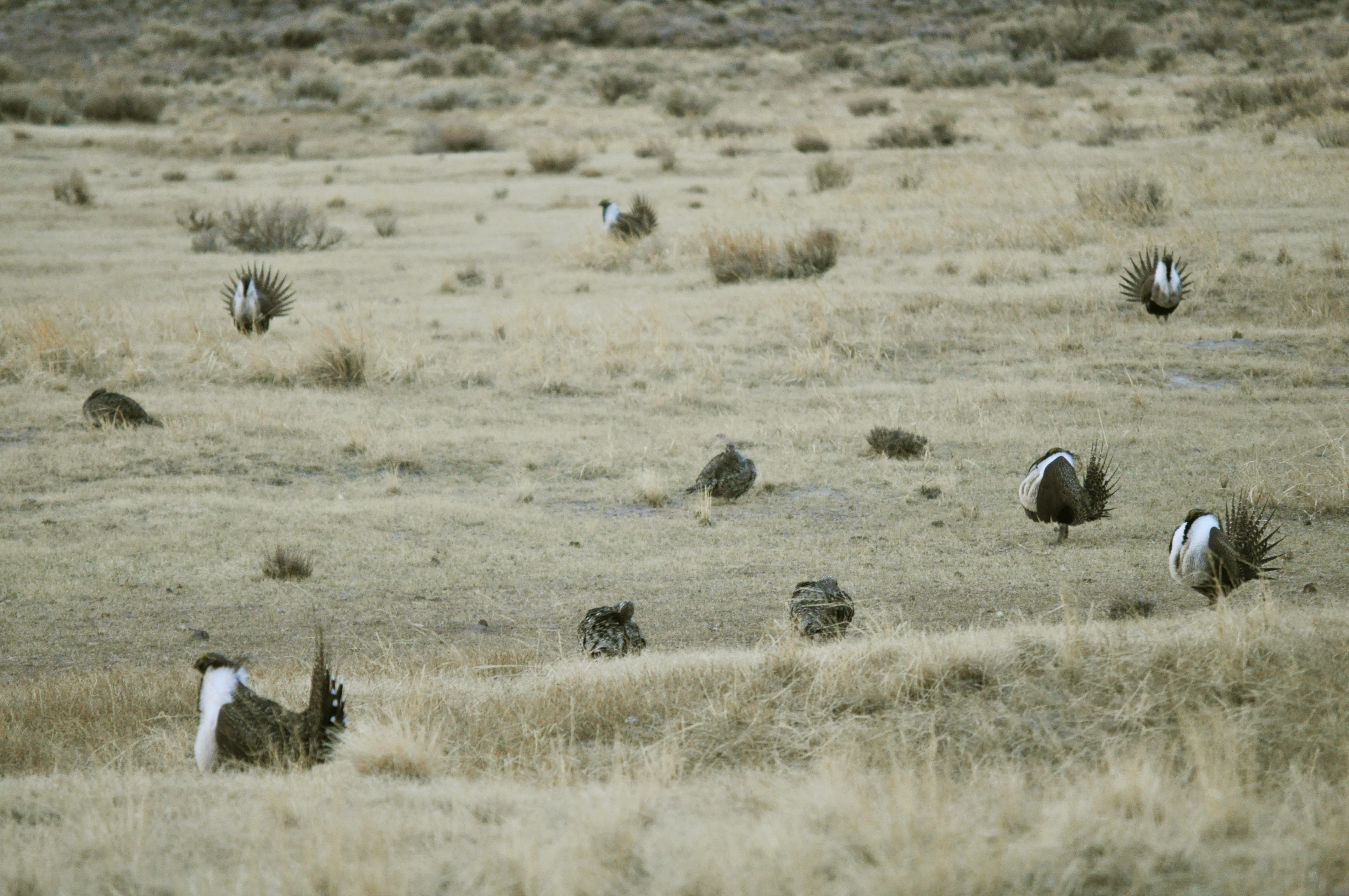
Skupinový tok (lek) tetřívků pelyňkových

Způsob jejich chování je v průběhu roku různý podle druhů. Někteří žijí v průběhu roku samotářsky, mnozí v hejnech a jiní zase v párech. Při rozmnožování jsou některé druhy tetřevů polygamní, jiní monogamní. Hnízdo si samice stavějí na zemi, je to jen důlek vystlaný trávou. Vajec bývá 8 až 14, o inkubaci a následnou péči o kuřata se stará jen slepice. Kuřata se rodí prekociální a nidikolní, takže krátce po narození jsou schopna se sama živit a zhruba za týden již vyletět na strom. Domestikace tetřevů se nedaří, v zajetí se špatně rozmnožují.
Specialitou polygamních tetřevů je rozmnožovací strategie zvaná skupinový tok, ke kterému dochází např. u rodů Tympanuchus a Centrocercus. Během toku se kohouti shromáždí na otevřeném plácku zvaném tokaniště (též lekoviště či aréna), kde si vyhradí teritoria, o která budou svádět boje. Během tokání též předvádí své hrdelní vaky, poušky a opeření. Samice je pozorují zpovzdálí. Z tokaniště nakonec vzejde jeden či dva dominantní samci, kteří obstarají většinu kopulací.

## Systematika
V nedávné minulosti byli tetřevi zařazování do samostatné čeledi Tetraonidae – tetřevovití. Morfologickým zkoumáním a molekulární analýzou byla prokázána jejich blízká příbuznost s bažanty a v současnosti je proto pro ně vyhrazena pouze podčeleď v čeledi bažantovitých.

### Seznam druhů
Do skupiny tetřevů se řadí následující druhy:
| Fotografie | Rod                     | Druhy |
| ---------- | ----------------------- | --- |
|            | Bonasa – jeřábek        | - jeřábek kanadský, Bonasa umbellus                                                                                                  |
|            | Canachites – tetřívek   | - tetřívek kanadský, Canachites canadensis                                                                                           |
|            | Centrocercus – tetřívek | - tetřívek malý, Centrocercus minimus - tetřívek pelyňkový, Centrocercus urophasianus                                                |
|            | Dendragapus – tetřívek  | - tetřívek sazový, Dendragapus fuliginosus - tetřívek douglaskový, Dendragapus obscurus                                              |
|            | Falcipennis – tetřívek  | - tetřívek sibiřský, Falcipennis falcipennis                                                                                         |
|            | Lagopus – bělokur       | - bělokur rousný, Lagopus lagopus - bělokur běloocasý, Lagopus leucura - bělokur horský, Lagopus muta                                |
|            | Lyrurus – tetřívek      | - tetřívek kavkazský, Lyrurus mlokosiewiczi - tetřívek obecný, Lyrurus tetrix                                                        |
|            | Tetrao – tetřev         | - tetřev černozobý, Tetrao urogalloides - tetřev hlušec, Tetrao urogallus                                                            |
|            | Tetrastes – jeřábek     | - jeřábek lesní, Tetrastes bonasia - jeřábek čínský, Tetrastes sewerzowi                                                             |
|            | Tympanuchus – tetřívek  | - tetřívek prériový, Tympanuchus cupido - tetřívek menší, Tympanuchus pallidicinctus - tetřívek ostroocasý, Tympanuchus phasianellus |

Často se v přírodě vyskytují i kříženci kteří jsou většinou plodní, což svědčí o velmi blízkém genetickém vztahu:
- tetřevec (Tetrao urogallus) × (Tetrao tetrix)

## Ohrožení
Mají řadu přírodních nepřátel, např. kočkovité nebo psovité šelmy a hady. V Severní Americe v roce 1932 vyhynul poddruh tetřívka prériového Tympanuchus cupido cupido.
Většina druhů je poměrně hojná s relativně stabilními populacemi, nicméně takový tetřívek coloradský nebo tetřívek kavkazský jsou považovány za ohrožené druhy.

## Vztah k lidem
Tetřevi představují vyhledávané ptáky sportovních lovců. Jeřábek kanadský je státním ptákem Pensylváni. Tetřev hlušec se nachází v řadě znaků obcí a měst, mj. i české obce Obecnice.
Po tetřevu hlušci je pojmenována řada českých míst jako Tetřeví studánka, Tetřeví vrch nebo Tetřeví hora.